# Tổng giáo phận Thái Nguyên
Tổng giáo phận Thái Nguyên (tiếng Trung: 天主教太原总教区; tiếng Latinh: Archidioecesis Taeiuenensis) là một Tổng giáo phận của Giáo hội Công giáo Rôma ở Trung Quốc, có tòa giám mục tại Thái Nguyên, Sơn Tây.

## Lịch sử
- 17/6/1890: Hạt Đại diện Tông tòa Bắc Sơn Tây được tách ra từ Hạt Đại diện Tông tòa Sơn Tây.
- 3/12/1924: Đổi tên thành Hạt Đại diện Tông tòa Thái Nguyên Phủ.
- 11/4/1946: Nâng cấp thành Tổng giáo phận Thái Nguyên.
- 28/6/2022: Nhà thờ Bắc Hàn [zh] của tổng giáo phận ở Thái Nguyên đã bị chính quyền địa phương phá hủy.[1]

## Lãnh đạo
- Tổng giám mục Thái Nguyên
  - Tổng giám mục Phaolô Mạnh Ninh Hữu (2013–hiện tại)
  - Tổng giám mục Sylvestrô Lý Kiến Đường (1994–2013)
  - Tổng giám mục Biển Đức Trương Tín (1981–1994)
  - Tổng giám mục Domenico Luca Capozi, O.F.M. (11/4/1946 – 1983)
- Đại diện Tông tòa Thái Nguyên Phủ
  - Giám mục Domenico Luca Capozi, O.F.M. (sau trở thành Tổng giám mục) (12/1/1940 – 11/4/1946)
  - Giám mục Agapito Augusto Fiorentini, O.F.M. (3/12/1924 – 1938)
- Đại diện Tông tòa Bắc Sơn Tây
  - Giám mục Agapito Augusto Fiorentini, O.F.M. (7/7/1916 – 3/12/1924)
  - Giám mục Eugenio Massi, O.F.M. (15/2/1910 – 7/7/1916)
  - Giám mục Agapito Augusto Fiorentini, O.F.M. (16/3/1902 – 18/11/1909)
  - Thánh Giám mục Gregorio Maria Grassi, O.F.M. (17/6/1890 – 19/7/1900)

## Giáo phận trực thuộc
- Giáo phận Đại Đồng
- Giáo phận Phần Dương
- Giáo phận Hồng Động
- Giáo phận Lộ An
- Giáo phận Sóc Châu
- Giáo phận Du Thứ